# Chi Pang-yuan

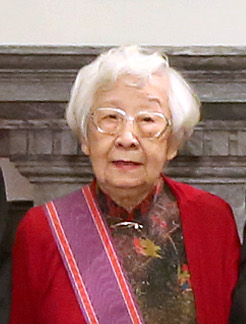
Chi Pang-yuan (2015)

Chi Pang-yuan (chinesisch 齊邦媛, Pinyin Qí Bāngyuàn; * 19. Februar 1924 in Tieling; † 28. März 2024) war Professorin für Englisch und vergleichende Sprachwissenschaften sowie Bestsellerautorin mit Wohnsitz in der Republik China auf Taiwan.

## Leben
Chi wurde am 19. Februar 1924 im mandschurischen Kreis Tieling, Provinz Liaoning, Republik China, geboren. Sie musste mit ihren Eltern von 1931 bis 1936 als Flüchtling in Tianjin und Nanjing leben. Wegen des Vorrückens der japanischen Truppen im Zweiten Japanisch-Chinesischen Krieg floh sie 1937 nach Chongqing, wo sie sich bis 1945 aufhielt. Im Sommer 1946 schloss sie ihr Studium der Fremdsprachen mit Schwerpunkt der englischen Literatur an der Universität Wuhan ab.
1947 siedelte sie nach Taiwan um, das 1945 nach 50-jähriger Kolonialherrschaft Japans an die Republik China wieder abgetreten worden war. In Taipeh arbeitete sie zunächst als Assistentin an der Nationaluniversität Taiwan (NTU). 1948 heiratete sie den Maschinenbauingenieur Luo Yuchang. Zwischen 1951 und 1963 übte sie verschiedene Lehrtätigkeiten aus, wozu danach auch eine dreißigjährige Professur an der NTU für englische und amerikanische Literatur bis zu ihrer Emeritierung im Jahr 1988 gehörte.

## Auslandstätigkeiten
1963 nahm sie ein Auslandsstudium an der Indiana State University wahr. In den 1980er Jahren gab sie Vorlesungen an der San Francisco State University, an der St. John’s University in New York und an der University of Oxford. 1984 und 1985 war sie Gastprofessorin für moderne Literatur Taiwans in an der Freien Universität Berlin, wo sie u. a. mit ihrer späteren Übersetzerin, der promovierten Sinologin und Kunsthistorikerin Hui-wen von Groeling-Che, zusammenarbeitete.

## Ehrenämter
1992 wurde Chi Chefredakteurin von The Chinese PEN Taiwan, später umbenannt in The TaipeiChinese PEN (當代台灣文學英譯), eine Vierteljahreszeitschrift, die vom Taipei Chinese Center innerhalb des International PEN herausgegeben wird. Sie stand der Redaktion bis 1999 vor. Das Magazin war einer der ersten Förderer taiwanischer Literatur im Ausland. Unter Chis Führung wurde eine neue Tiefe und Breite literarischer Fragen erforscht, darunter Trends wie Umweltbewusstsein und Feminismus.

## Hauptwerk
In dem autobiographischen Buch „Der Mächtige Strom“ (Jùliú hé巨流河) thematisiert sie geschichtliche Abläufe, die unmittelbar mit ihrem Leben, ihr nahestehenden Personen und literarischen Texten in Verbindung gebracht werden. So beschreibt sie beispielsweise den geradlinigen Vater Qi Shiying (齊世英), der in den 1920er Jahren in der Mandschurei gegen den dortigen Warlord Zhang Zuolin opponierte bzw. 1960 auf Taiwan in kritischer Haltung zu Chiang Kai-shek im Umfeld des Publizisten Lei Zhen eine Zhongguo Minzhudang (中國民主黨, Demokratische Partei Chinas) mitbegründete. Das Werk erschien 2021 auch in deutscher Sprache, nachdem es in Ostasien ein Bestseller geworden war und auch in den USA bekannt geworden war.

## Schriftstellerische Bedeutung
Frau Chi zählte zu den profiliertesten Literatinnen im chinesischsprachigen Raum. Die Leserschaft honorierte ihr Können mit hohen Verkaufszahlen ihrer Bücher. So wurden beispielsweise von „Der Mächtige Strom“ im Jahr 2015 auf Taiwan 100.000, auf dem chinesischen Festland 350.000 Exemplare verkauft.

## Ehrungen
Von Präsident Ma Ying-jeou wurden ihr im Jahr 2014 der Nationale Kulturpreis und im Jahr 2015 die Nationale Verdienstmedaille „Brillianter Stern Erster Klasse“ verliehen. Die Indiana-Universität ehrte sie 2019 mit einem Ehrendoktortitel.